# Hans Otto von Gersdorff
Hans Otto von Gersdorff (* 10. Januar 1864 in Bauchwitz; † 7. Oktober 1908 ebenda) war Rittergutsbesitzer und Mitglied des Deutschen Reichstags.

## Leben
Gersdorff besuchte das Gymnasium in Meseritz, die Klosterschule Roßleben und die Universität Berlin, wo er Rechtswissenschaften studierte. 1885 ist er in das 2. Garde-Ulanen-Regiment eingetreten, war dann Offizier im Kürassier-Regiment Nr. 5 bis 1892, bis er die väterliche Besitzung übernahm. Danach war er Rittmeister der Reserve des Kürassier-Regiments Herzog Friedrich Eugen von Württemberg (Westpr.) Nr. 5. Weiter war er stellvertretender Vorsitzender des Kreisausschusses und Mitglied des engeren Ausschusses der Posener Landschaft. Gersdorff war Rechtsritter des Johanniterordens und Werkmeister der Posener Genossenschaft desselben.
Ab 29. November 1900 war er Mitglied des Deutschen Reichstags für den Wahlkreis Posen 3 (Meseritz, Bomst) und die Deutschkonservative Partei. Das Mandat endete mit seinem Tode.